# Kotuń (gromada)
Kotuń – dawna gromada, czyli najmniejsza jednostka podziału terytorialnego Polskiej Rzeczypospolitej Ludowej w latach 1954–1972.
Gromady, z gromadzkimi radami narodowymi (GRN) jako organami władzy najniższego stopnia na wsi, funkcjonowały od reformy reorganizującej administrację wiejską przeprowadzonej jesienią 1954 do momentu ich zniesienia z dniem 1 stycznia 1973, tym samym wypierając organizację gminną w latach 1954–1972.
Gromadę Kotuń z siedzibą GRN w Kotuniu utworzono – jako jedną z 8759 gromad – w powiecie siedleckim w woj. warszawskim, na mocy uchwały nr VI/10/18/54 WRN w Warszawie z dnia 5 października 1954. W skład jednostki weszły obszary dotychczasowych gromad Chlewiska, Józefów i Kotuń ze zniesionej gminy Żeliszew, obszar dotychczasowej gromady Pieróg ze zniesionej gminy Skórzec oraz obszary dotychczasowych gromad Broszków (z wyłączeniem przysiółka Tuszetów) i Tymianka ze zniesionej gminy Niwiski w powiecie siedleckim, a także obszary dotychczasowych gromad Mingosy, Polaki i Wilczonek ze zniesionej gminy Sinołęka w powiecie węgrowskim (woj. warszawskie). Dla gromady ustalono 27 członków gromadzkiej rady narodowej.
29 lutego 1956 do gromady Kotuń przyłączono wieś Czarnowąż z gromady Kopcie w powiecie węgrowskim.
31 grudnia 1961 do gromady Kotuń włączono wieś Gręzów ze zniesionej gromady Opole Nowe oraz wsie Cisie-Zagródzie i Nowa Dąbrówka ze zniesionej gromady Dąbrówka-Niwka w tymże powiecie.
Gromada przetrwała do końca 1972 roku, czyli do kolejnej reformy gminnej. 1 stycznia 1973 w powiecie siedleckim utworzono gminę Kotuń.